# Hildina skupina

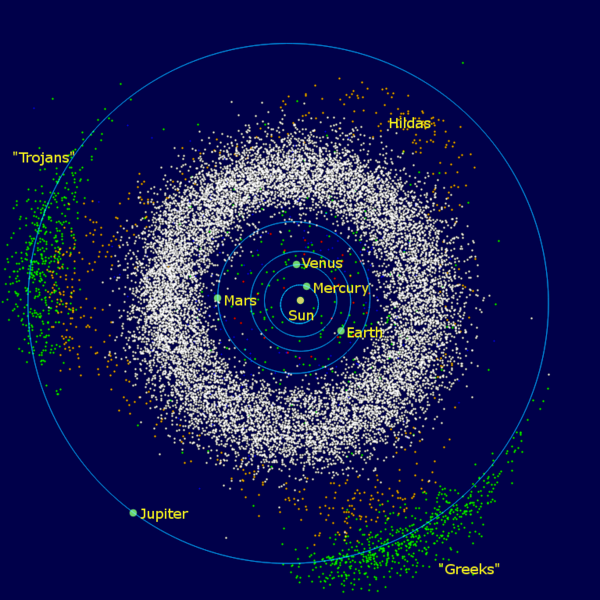
Hildina skupina a její umístění ve Sluneční soustavě.

Hildina skupina je souhrnné označení pro několik stovek planetek (411 objektů s definitivním označením a 546 pouze s provizorním označením v srpnu 2005) obíhajících Slunce ve vzdálenosti odpovídající komensurabilitě 2:3 s Jupiterem. Jejich střední vzdálenost od Slunce (velká poloosa dráhy) je přibližně rovna 3,7 až 4,2 AU, sklon dráhy k ekliptice nepřesahuje 20° a excentricita hodnotu 0,07. Vedle Trojánů je to jediný případ, kdy komensurabilita s Jupiterem vede k vytvoření stabilní skupiny planetek místo Kirkwoodových mezer, v nichž jsou dráhy objektů nestabilní. 
Tyto planetky se označují pouze jako skupina, nikoli jako rodina, v souvislosti s tím, že zjevně nevznikly rozpadem jednoho mateřského tělesa. Na základě spektrálního průzkumu se jedná o velmi heterogenní skupinu planetek s různorodým mineralogickým složením. Skupina se vytvořila dynamicky, působením rezonančních gravitačních sil Jupiteru.
Dlouhodobé rozdělení planetek této skupiny v prostoru Sluneční soustavy vytváří přibližně tvar rovnostranného trojúhelníku, korotujícího s Jupiterem. Vrcholy trojúhelníka leží na dráze Jupiteru a to v bodech předcházejících tuto planetu o 60°, resp. následujících ji o 60° (v libračních centrech L4 a L5 soustavy Slunce-Jupiter, tedy v bodech, kde se nacházejí Trojáni); třetí bod leží právě na opačné straně dráhy Jupiteru vzhledem k této planetě, přesně za Sluncem (librační centrum L3). Toto prostorové uspořádání souvisí s tím, že afely oběžných drah členů této skupiny leží ve vzdálenosti Jupiteru a během tří po sobě následujících oběhů kolem Slunce každá z planetek Hildiny skupiny prolétne afelem postupně v blízkosti každého těchto libračních center.
Skupina je pojmenována po první objevené planetce z této skupiny (153) Hilda. Planetku objevil v roce 1875 rakouský astronom Johann Palisa a pojmenoval ji po dceři jiného rakouského astronoma Theodora von Oppolzera.